# Cluedo (jeu vidéo)
 (septembre 2022).
Si vous disposez d'ouvrages ou d'articles de référence ou si vous connaissez des sites web de qualité traitant du thème abordé ici, merci de compléter l'article en donnant les références utiles à sa vérifiabilité et en les liant à la section « Notes et références ».
Pour les articles homonymes, voir Cluedo (homonymie).
Cluedo est un jeu vidéo sorti pour la première fois en 1984 sur Commodore 64. De nombreuses versions suivront sur différents supports. C'est une adaptation du jeu de société Cluedo.

## Jeux vidéo de la série Cluedo
- Cluedo Commodore 64
- Cluedo Master Detective Computer Game
- Cluedo CDi
- Cluedo : The Mysteries Continue CDi
- Cluedo CD Rom
- Cluedo : Murder at Blackwell Grange
- E-m@il Games Cluedo
- Cluedo Chronicles Episode 1: Fatal Illusion / The Fatal Masque
- Clue Jr. Spyglass Mysteries CD Rom
- Clue (Mega Drive, Super Nintendo)
- Cluedo iPhone/iPod - EA Mobile (2009)